# 新中央酒店

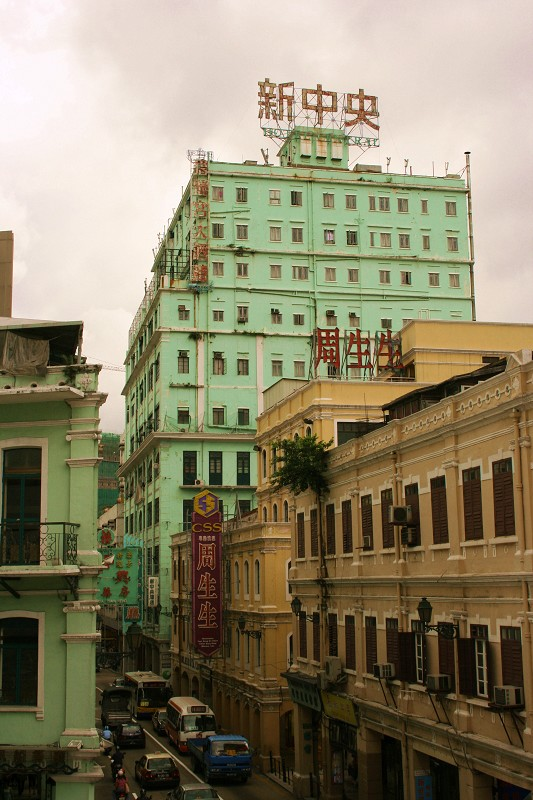
新中央酒店，攝於2007年

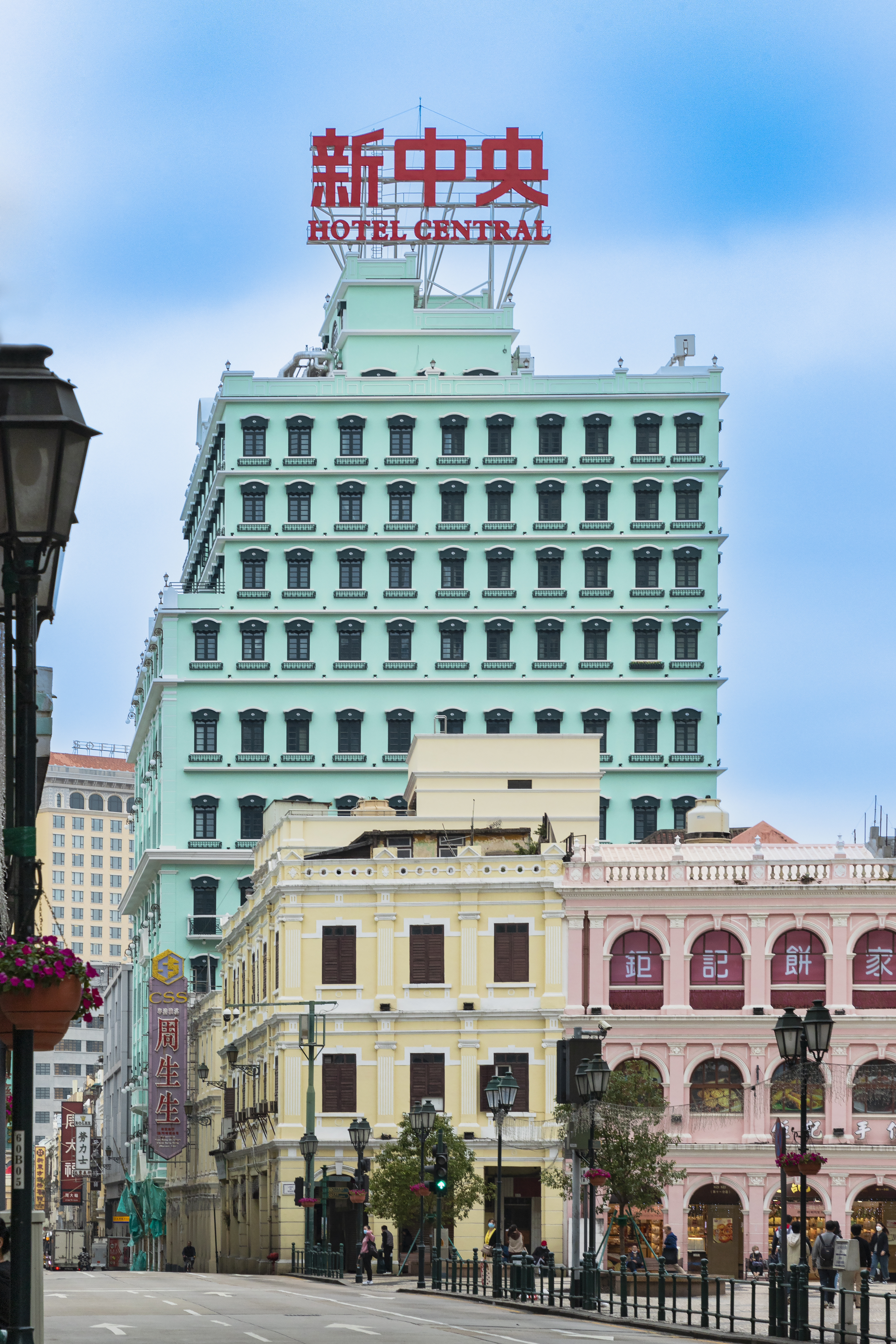
經力行集團修復後的新中央酒店

新中央酒店位於澳門新馬路中段，與營地大街交界。原名總統酒店，1928年7月22日開業。1932年改名中央大酒店，後更加上「新」字。酒店於2016年被力行集團以超過20億港元收購並進行活化工程，並在2024年4月30日重新試業。
新中央酒店不僅是澳門首座展現現代主義建築美學的酒店，是由當時工務司工程師蒙地盧‧卡瓦略（Artur Rocha Schiappa Monteiro de Carvalho）負責設計，他同時亦為仁慈堂安老院以及大西洋銀行總行大樓等本地折衷主義建築代表作的設計者；更一度因是全澳最高十一層的地標建築，被稱為「葡萄牙帝國最高的酒店」；也是1930年代澳門最高建築物。酒店率先引入了當時先進的升降機技術，曾引起人們不分晝夜排隊嘗鮮；並且是澳門首家內設雙層賭場的奢華場所。
新中央酒店曾於1959年吸引《占士·邦》系列小說作者伊恩·弗莱明造訪，後來在其遊記《驚奇之城》中記錄下了在新中央酒店的觀察體驗。
新中央酒店原樓高6層，後來為容納更多旅客，傅德用決定自分階段多次加建。在1942年增至11層的工程，在當時是一項難度極高的工程，傅德用在香港聘用頂尖工程師周滋汎設計，採用輕型物料，避免負荷過重。雖然工程師向澳門政府呈交圖則證明大樓增建後不會倒塌，但當局拒絕申請。經營者就此上訴至葡萄牙里斯本最高法院，結果經營者上訴得直。
新中央酒店在1992年就被時任澳門總督韋奇立納入《澳門文物名錄》，而酒店所在的新馬路建築群，在2018年被澳門文化局列入《被評定的不動產及其緩衝區名錄》（代號：CM001），建築物在2016年被力行集團收購後，開始以「修舊如舊」方式進行內部修復工程，例如以靜態乾鑽式工法重新打樁，最終在原本沒有樁基的情况下加入129支樁，以加固建築物。
經力行集團活化後的新中央酒店樓高11層，設有114間客房，五至十層每兩層擬定為一個年代主題，共擁有3個主題及6個房型，目的是打造成為一間以復古懷舊為主題，智能化及充滿環保概念的特色歷史精品酒店。酒店地面層及天台則分設「百年歷史穿越廊」及「歷史城區觀光長廊」，供市民及遊客免費參觀；地下至3樓為商場。

### 仿製品

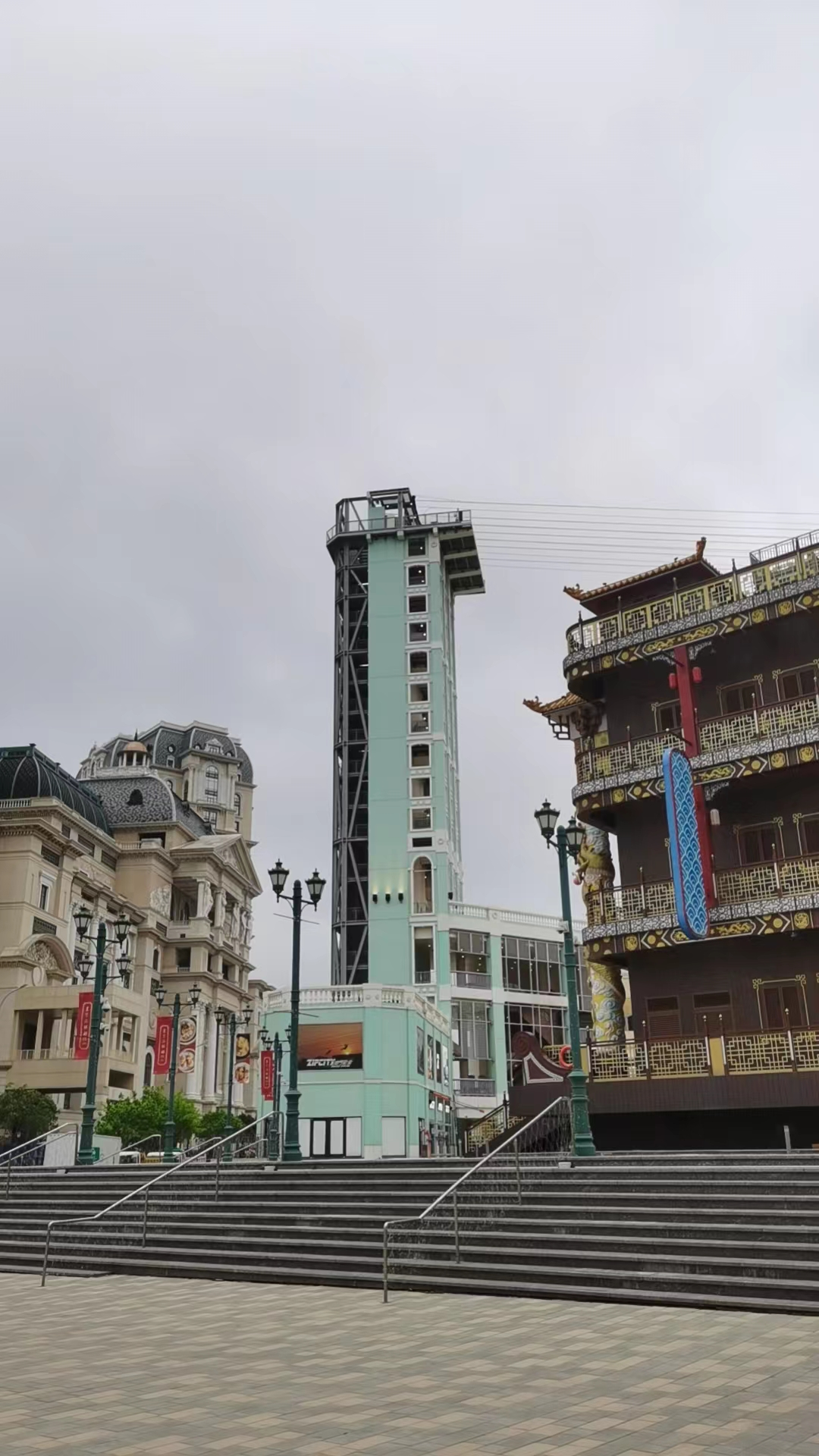
位於澳門葡京人的新中央酒店(仿製品)

新中央酒店的仿製品位於澳門葡京人裡，現用作於澳門飛索起飛大樓，並成為亞太區首個城市高空滑索景點。該起飛塔高度為60米。

## 外部連結
- 新中央酒店的Facebook專頁